# Дубешть
Дубешть, Дубешті (рум. Dubești) — село у повіті Тіміш в Румунії. Входить до складу комуни Охаба-Лунге.
Село розташоване на відстані 359 км на північний захід від Бухареста, 64 км на схід від Тімішоари.

## Населення
За даними перепису населення 2002 року у селі проживали 316 осіб.
Національний склад населення села:
| Національність | Кількість осіб | Відсоток |
| -------------- | -------------- | -------- |
| румуни         | 311            | 98,4%    |
| українці       | 5              | 1,6%     |

Рідною мовою назвали:
| Мова       | Кількість осіб | Відсоток |
| ---------- | -------------- | -------- |
| румунська  | 311            | 98,4%    |
| українська | 5              | 1,6%     |